# Жвания, Нина Авксентьевна
Ни́на (Нино́) Авксе́нтьевна Жва́ния (21 декабря 1917, Поти — 6 июня 1990, Тбилиси) — советский хозяйственный, государственный и политический деятель.

## Биография
Родилась в 1917 году в Тифлисе. Член КПСС.
С 1935 года — на хозяйственной, общественной и политической работе. В 1935—1990 гг. — секретарь комитета комсомола Тбилисского государственного университета, секретарь Потийского городского комитета комсомола, секретарь ЦК ЛКСМ Грузии по работе среди пионеров и школьников, первый секретарь Орджоникидзевского райкома КП Грузии города Тбилиси, директор Тбилисской шёлкоткацкой фабрики, заместитель председателя исполкома Тбилисского городского Совета народных депутатов.
Избиралась депутатом Верховного Совета Грузинской ССР 6-го созыва. Делегат XXII съезда КПСС.
Умерла в Тбилиси в 1990 году.